# Державний кордон Лесото

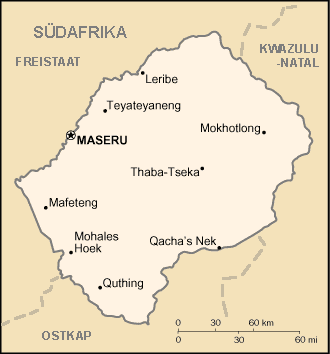
Карта Лесото

Державний кордон Лесото — державний кордон, лінія на поверхні Землі та вертикальна поверхня, що проходить по цій лінії, що визначають межі державного суверенітету Лесото над власними територією, водами, природними ресурсами в них і повітряним простором над ними.

## Сухопутний кордон
Загальна довжина кордону — 1106 км. Лесото є анклавом Південно-Африканської Республіки, тобто з усіх сторін оточена її територією. Уся територія країни суцільна, тобто анклавів чи ексклавів не існує.
Ділянки державного кордону
| Держава | Ділянка                               | Довжина (км) | Прикордонні регіони | Примітки |
| ------- | ------------------------------------- | ------------ | ------------------- | -------- |
| ПАР     | Південноафрикансько-лесотський кордон | 1106         |                     |          |

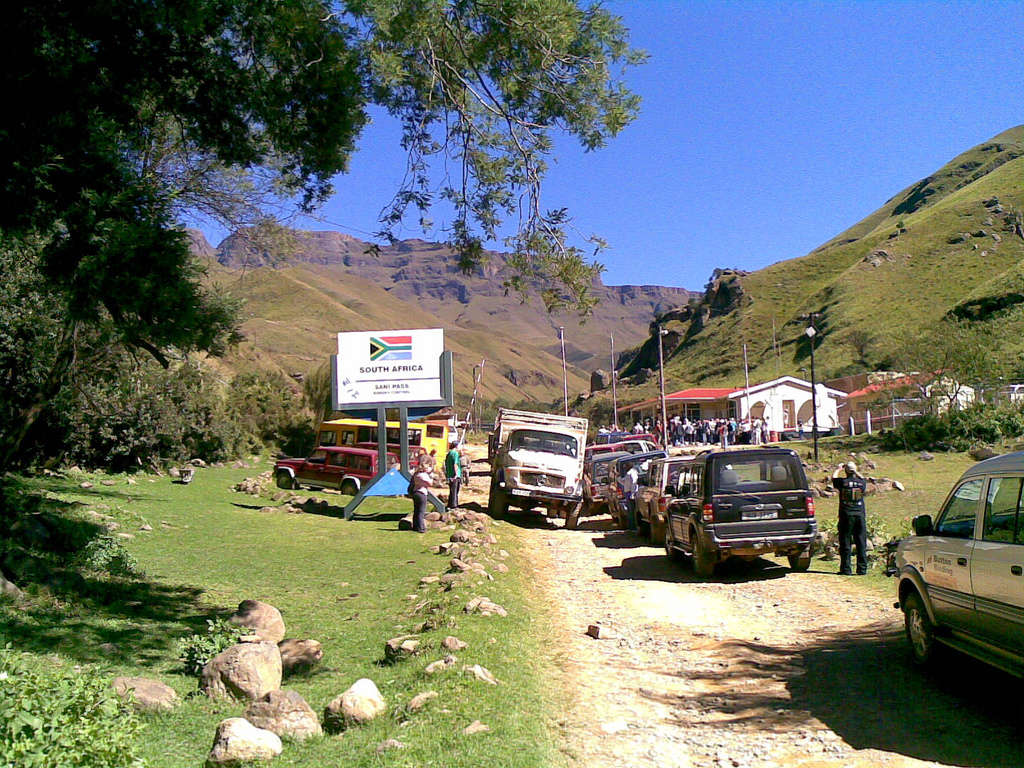
КПП на лесотському кордоні

## Морські кордони
Країна не має виходу до вод Світового океану.